# Kamarhati
Kamarhati (Bengalisch: কামারহাটি, ⓘ) ist eine Stadt im indischen Bundesstaat Westbengalen mit rund 330.000 Einwohnern (Volkszählung 2011). Sie liegt im Distrikt Uttar 24 Pargana und ist Teil der Agglomeration Kolkata.

## Geschichte
Kamarhati entstand 1899 aus Teilen der Gemeinde Baranagar. Während der Britischen Herrschaft war es ein Ort mit Bungalows und Gärten, in denen reiche Babu aus Kolkata ihre Zeit verbrachten. Die Stadt erlebte ein starkes Bevölkerungswachstum, als sie bei der Teilung Indiens 1947 von einer Flüchtlingswelle aus dem damaligen Ostpakistan überrollt wurde.

## Bevölkerung
Offizielle Bevölkerungsstatistiken werden erst seit 1991 geführt und regelmäßig veröffentlicht; für Kamarhati gibt es jedoch auch älteres Zahlenmaterial. Der starke Anstieg der städtischen Bevölkerungszahlen beruht im Wesentlichen auf der Zuwanderung von Familien aus ländlichen Regionen.
| Jahr      | 1901   | 1951   | 1981    | 1991    | 2001    | 2011    |
| Einwohner | 13.216 | 77.251 | 234.951 | 266.889 | 314.507 | 330.211 |

Kamarhati hat ein Geschlechterverhältnis von 939 Frauen pro 1000 Männer und damit einen für Indien häufigen Männerüberschuss. Die Stadt hatte 2011 eine Alphabetisierungsrate von 87,67 % (Männer: 90,24 %, Frauen: 84,93 %).  Die Alphabetisierung liegt damit weit über dem nationalen Durchschnitt und dem von Westbengalen. Knapp 72,4 % der Bevölkerung sind Hindus, ca. 26,9 % sind Muslime, je ca. 0,1 % sind Sikhs und Christen und ca. 0,4 % gaben keine Religionszugehörigkeit an oder praktizierten andere Religionen. 7,7 % der Bevölkerung sind Kinder unter 6 Jahre. 35,3 % leben in Slums und Elendsvierteln.

## Infrastruktur
Die Stadt hat zwei Bahnhöfe in ihrer unmittelbaren Umgebung, die sie mit Kolkata und dem Rest Indiens verbinden.

## Gesundheit
Mit dem 2010 gegründeten College of Medicine & Sagore Dutta Hospital verfügt die Stadt über ein modernes Krankenhaus.

## Galerie

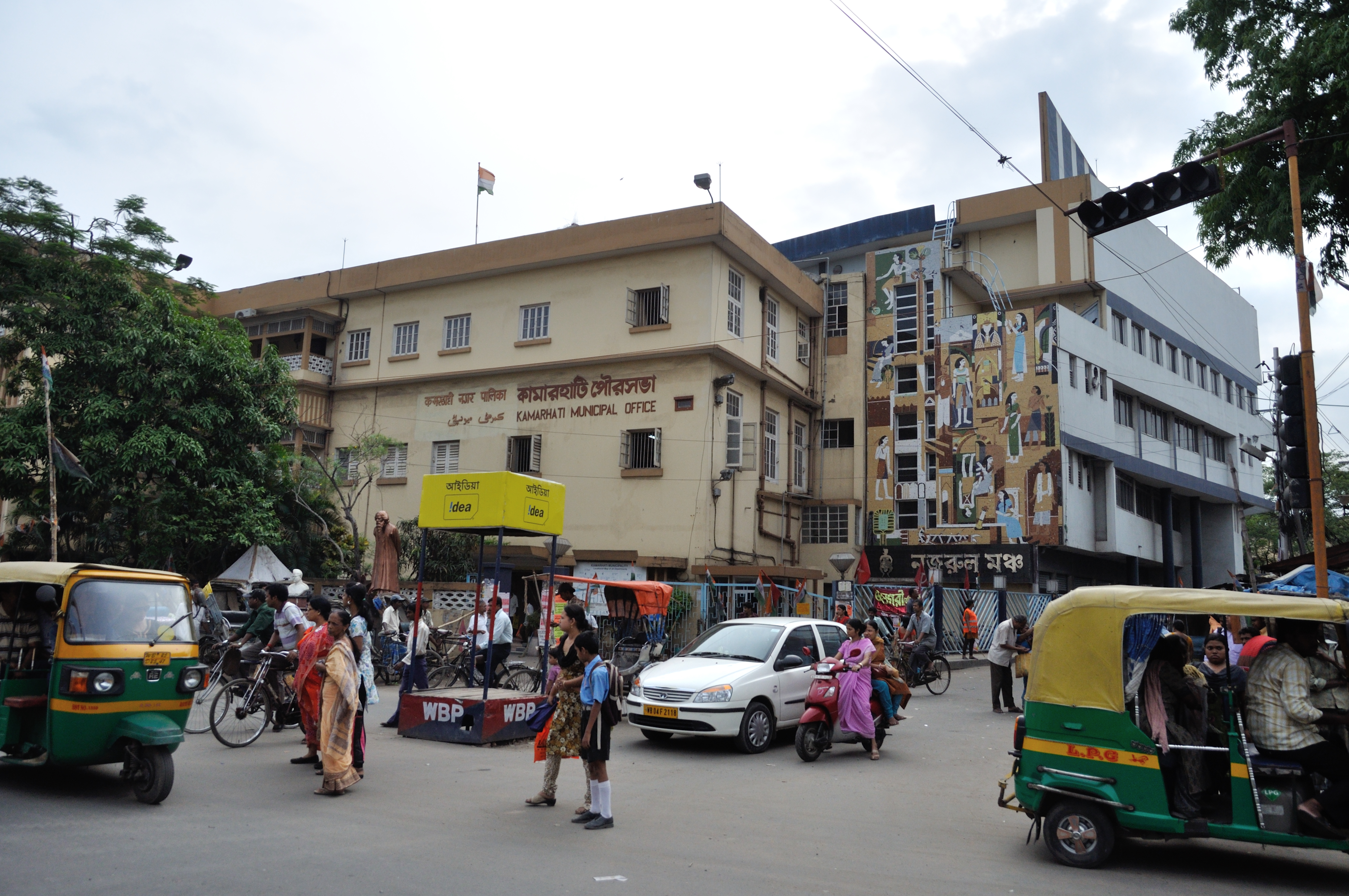
Gemeindeverwaltung Kamarhati
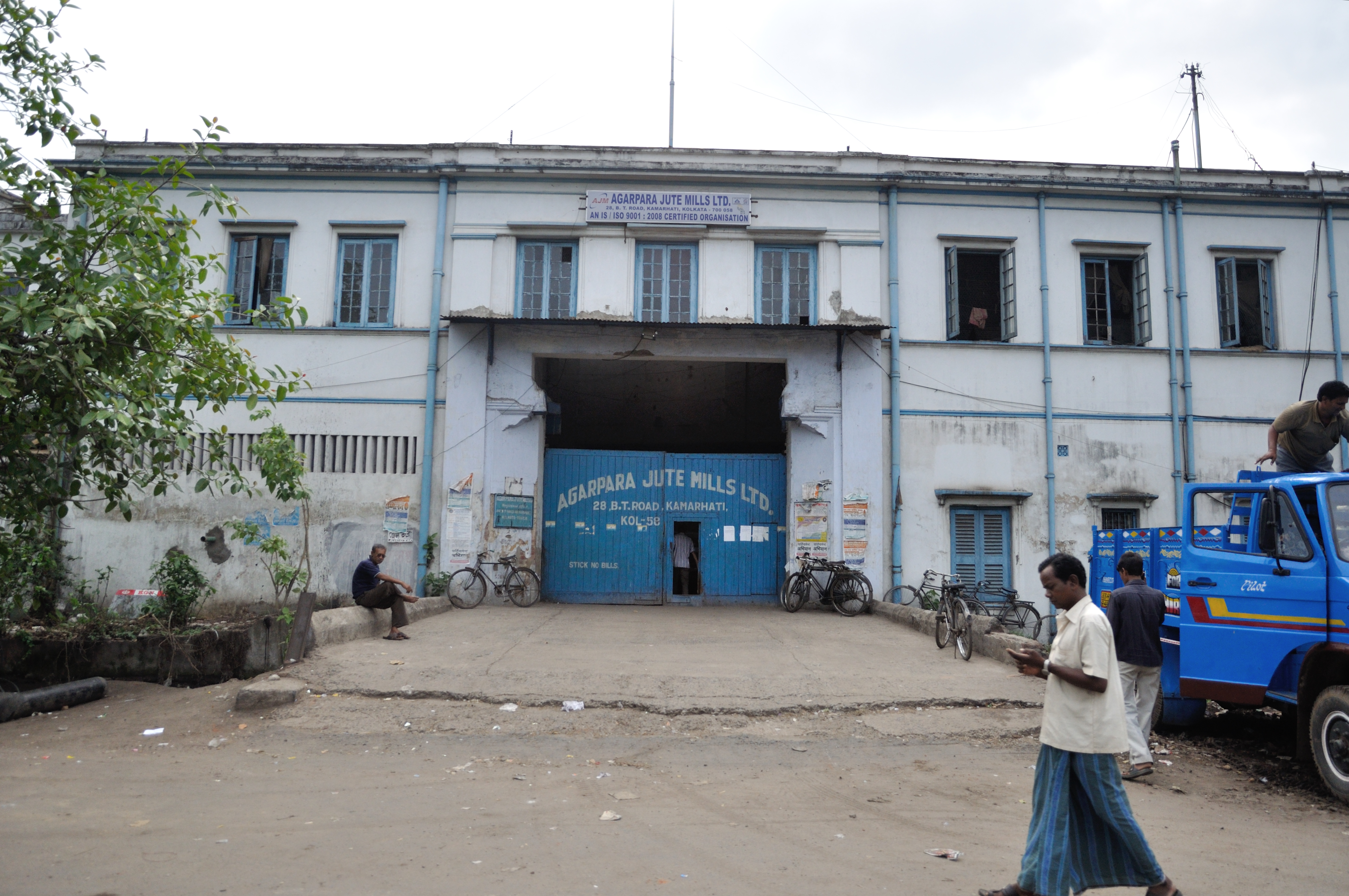
Jutemühle in Kamarhati
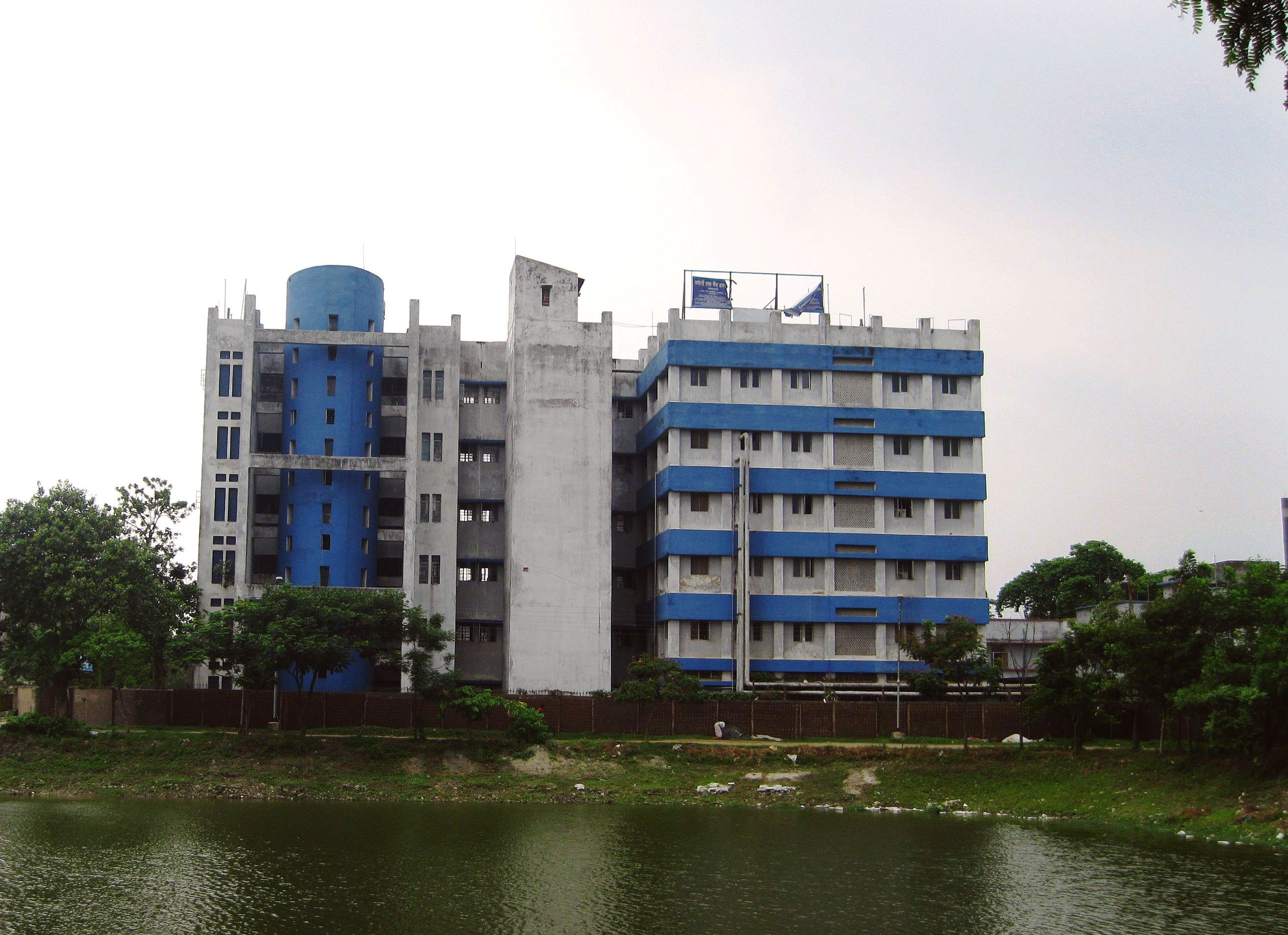
ESI Hospital mit 350 Betten
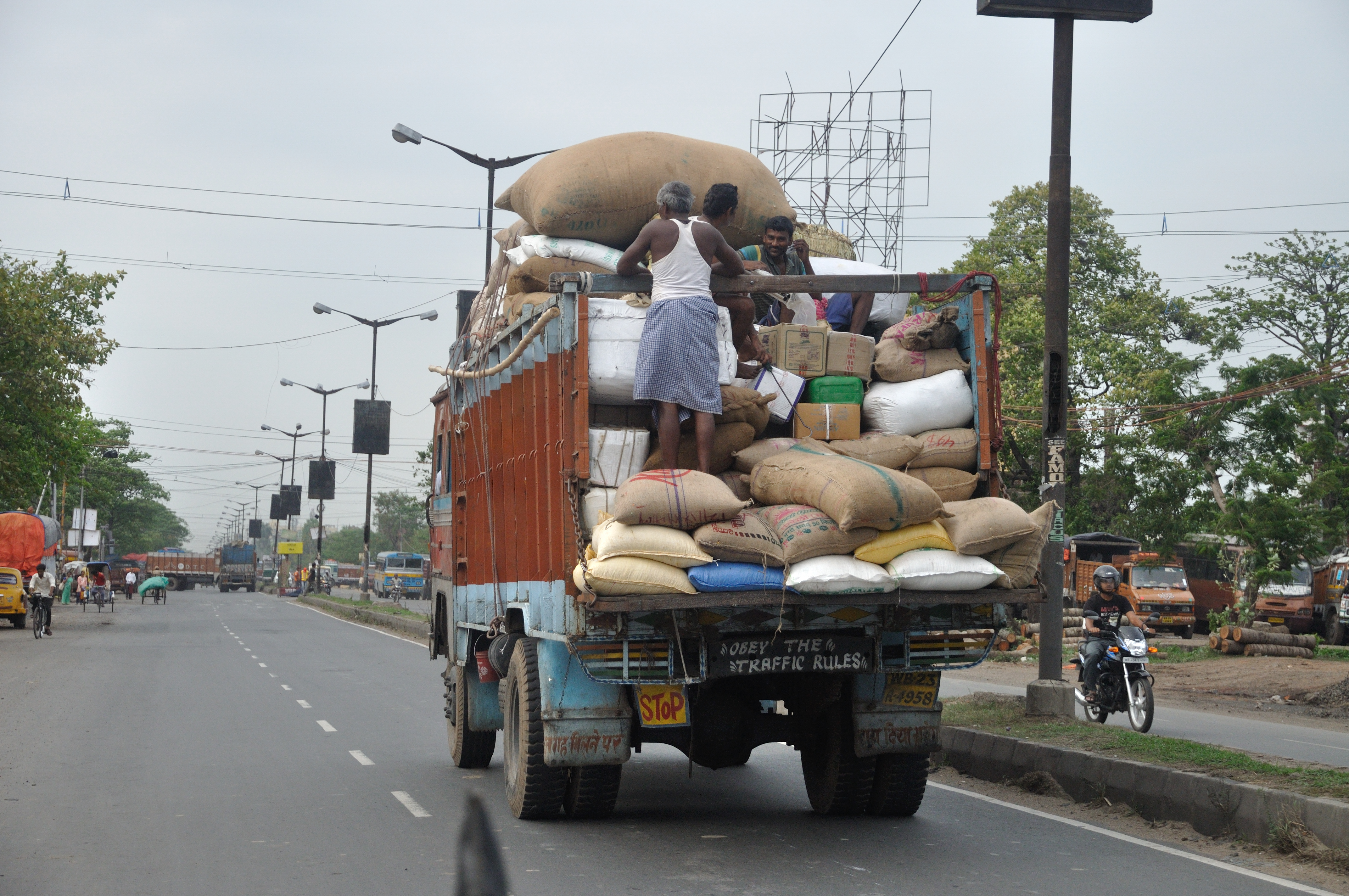
Straßenszene